# Terhességmegszakítás

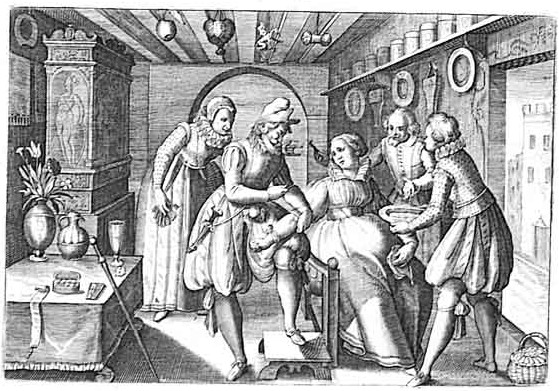
Műtétes terhességmegszakítás a középkorban

Terhességmegszakítás vagy idegen eredetű kifejezéssel művi abortusz (latinul: Abortus arteficialis) alatt a terhesség megszakítását értjük, rendszerint a terhes nő önálló döntése alapján. A terhes nő megmentése céljából az orvosok által megindított mesterséges vagy művi vetélés (latinul: abortus spontaneus) nem tartozik ide (bár az abortus szó az orvosi szaknyelvben ezt és a spontán vetélést is jelenti).
A terhességmegszakítás jogi szabályozása országonként eltérő. Egyes országokban legális, más országokban minden körülmények között illegális, számos országban pedig csak speciális esetekben (a magzat vagy embrió fogyatékossága, veszélyeztetett terhesség, nemi erőszak vagy vérfertőzés esetén) engedélyezett a terhességmegszakítás. Ha a terhességmegszakításnak nem állnak fenn a törvényes feltételei, akkor magzatelhajtásról beszélünk, ami bűncselekmény. Magyarországon a terhességmegszakítás alapvető szabályait a magzati élet védelméről szóló 1992. évi 79. törvény szabályozza.

## Története

### Az ókori keleten
Az emberiség legrégebbi törvénykönyvei közül Hammurapi törvénykönyvének 209–214. §-ai szólnak a magzat védelméről. Például a 209. § szerint: „Ha egy awélum [szabad nemes] awélum lányát megütötte és magzatát elvetéltette vele, 10 siglum ezüstöt fizessen a magzatért.” A 210. § szerint: „Ha ez a nő meghalt, [a megütő] lányát öljék meg.” A rendelkezésekből egyértelmű a nő életének, valamint a magzat jogainak védelme, de kitűnik, hogy nem a szándékos művi terhességmegszakítást szankcionálják, illetve az is nyilvánvaló, hogy a magzat elleni bűncselekmény a vagyon elleni cselekményekkel esett egy kategóriába (vagyont vagyonért, életet életért).
A bibliai népek körében az egyértelmű magzatvédelem mellett még ismeretlen volt a művi abortusz. Az Ószövetség híres szemet szemért passzusát érdekes módon éppen egy vetélésről szóló rész vezeti fel: 
„Ha férfiak verekednek, és úgy meglöknek egy terhes asszonyt, hogy az idő előtt megszül, de nagyobb szerencsétlenség nem történik, akkor bírságot kell fizetni aszerint, ahogyan az asszony férje megszabja, és bírák előtt kell azt megadni. Ha viszont nagyobb szerencsétlenség történt, akkor életet kell adni életért. Szemet szemért, fogat fogért, kezet kézért, lábat lábért, égetést égetésért, sebet sebért, kék foltot kék foltért.”
A Talmud már tartalmaz magára az abortuszra vonatkozó jogi részt is, amely lehetővé teszi a művi vetélést (a has felnyitása utáni részenkénti eltávolítással), amennyiben az állapotos nő élete a fájdalmas vajúdás miatt veszélyben forog, kivéve ha a gyermek fejének nagyobb része már világra jött, mert ebben az esetben már nem valóbb előre egyik élet a másiknál.

### Az ókori görög területeken
Hippokratész, az i. e. 460-ban született görög orvosról elnevezett orvosi eskü szövege a következőképpen hangzik: „Senkinek sem adok halálos mérget, akkor sem, ha kéri, és erre vonatkozólag még tanácsot sem adok. Hasonlóképpen nem segítek hozzá egyetlen asszonyt sem magzata elhajtásához.” Napjainkban az orvosok egy, a hippokratészi eskü alapján írt, rövidített esküt tesznek le, amely sok más kitétel mellett az idézett részt sem tartalmazza. Voltak olyan görög filozófusok, például Platón és Arisztotelész, akik másképp gondolkodtak az emberi életről. Platón bizonyos esetekben megengedhetőnek tartotta még a megszületett csecsemő megölését is; ez a gondolkodás általános volt a spártai teljesjogú polgárok körében is (lásd Taügetosz). Arisztotelész a magzatot nem tartotta önálló személynek, amíg az az anya méhében fejlődött.

### Az ókori pogány, majd keresztényRómai Birodalomban
A legkorábbi római törvénykódex, a Tizenkét táblás törvények (Kr. e. 451–450) megengedte az apának a fogyatékosan született gyermek vagy a nem kívánt leánygyermek megölését.
A római jogban az abortusz megítélésében két korszakot különböztethetünk meg: 1. A "klasszikus" szabályok szerint az abortusz alapvetően erkölcsileg bűnös cselekedet. 2. A császárkortól kezdve az erkölcsök lazulásával egyes források (például Ovidius, Ifjabb Plinius) leírnak ekkor ténylegesen előfordult abortuszokat.[forrás?]
Az ókorban az abortusz nem volt általános, a gyermekgyilkosságot viszont annál szélesebb körben gyakorolták. Mindez azért volt így, mert az abortusz életveszélyes beavatkozásnak számított a nő számára is. Az abortuszra kétféle módszert ismertek: 1. mérgeket kapott a nő; 2. a nő hasára próbáltak fizikai eszközökkel hatni. Mindkét módszer gyakran a nő számára is súlyos sérüléseket vagy halált okozott.
A kereszténység kialakulásakor az ókori Római Birodalomban bevett gyakorlat volt a terhességmegszakítás, az első keresztény közösségek ezzel szemben a megfogant élet védelmét hirdették. Az 80. körül keletkezett Lukács-evangélium tanúsága szerint Jézus a Szentlélektől fogant, és mint magzat is a közösséghez tartozott („felujjongott méhében a magzat” (Lk 1,41). Az első század végéről származik a másik írásos emlékünk, a Didakhé arról, hogy a megfogant életet nem szabad elpusztítani: „Ne hajtsd el a magzatot, a megszületett gyermeket ne öld meg” (II., 2.). A 2. századi Barnabás levele ilyen tanácsot ad: „A magzatot ne hajtsd el, az újszülöttet ne öld meg!” (V., 6.) Az ugyancsak 2. századi, ismeretlen szerzőjű Diognétoszhoz írott levél szerint a korabeli keresztények „mint mindenki más, házasodnak, gyermeket nemzenek, de a magzatot nem hajtják el.”
Elítélte az abortuszt Athénagorasz (†190 k.), Minucius Felix (műk. 3. század) és Tertullianus (†225 k.) ókeresztény egyházatya. Hasonlóképpen nyilatkoztak a későbbi zsinatok. Az elvirai zsinat (300 k.) például ezt a határozatot hozta: 
„Ha egy asszony férje távollétében házasságtörő kapcsolatból fogant, és tette után megölte gyermekét, úgy határozunk, hogy még élete végén sem szabad megadni neki a közösségben való részesedést, mert bűnt bűnre halmozott. ... Ha egy katekumen nő házasságtörésből fogant, és megöli gyermekét, úgy határozunk, hogy csak élete végén kereszteljék meg.”
Azaz a zsinat kiközösítéssel, ill. a halál előtti utolsó pillanatban való befogadással sújtotta az abortuszt elkövető asszonyt (63, 68. kánon). Elítélték az abortuszt a keleti területek zsinatai is, de például a 314-es ankürai (Kis-Ázsia) zsinat enyhített a korábbi, szigorú határozaton: „Úgy határoztunk, hogy 10 évet töltsenek vezeklésben a megfelelő fokozatok szerint.” (21. kánon). Az 524-es hispániai léridai zsinat kimondta: „Akik házasságtörés után gonoszul megölni próbálják a magzatot vagy a megszületett gyermeket, mind a férfit, mind az asszonyt csak 7 év után fogadják vissza az egyház közösségbe.” A 678-as konstantinápolyi 6. egyetemes zsinat 92. kánonja „azokat az asszonyokat, akik magzatelhatást okozó szereket, vagy a magzatot megölő mérget vesznek be, a gyilkosoknak járó büntetéssel” sújtotta.

### A középkori keresztény Európában
- Konstantinápolyi Gennádiosz (†471),
- Theodorétosz (†458),
- Canterburyi Szent Anzelm (†1109),
- Petrus Lombardus (†1164),
- Szent Bonaventura (†1274),
- Aquinói Szent Tamás (†1274), illetve az ő nyomán szinte az összes középkori skolasztikus filozófus. Az újkori jogászok és moralisták közül
- Paul Laymann (†1635),
- Juan de Lugo (†1660),
- Hermann Busenbaum (†1668), illetve
- Liguori Szent Alfonz (†1787) vallották a nézetet.

Mások ugyanakkor úgy gondolták, hogy az animáció a fogantatás pillanatában megtörténik. Az egyházatyák közül
- a fentebb idézett Tertullianus,
- Nüsszai Szent Gergely (†395?),
- és Hitvalló Szent Maximosz (†662) voltak a nézet ismertebb képviselői.[11]

Míg az egyházi törvényhozás az abortuszt gyilkosságként ítélte el, a moralisták és jogászok között fölvetődött a kérdés: vajon minden abortusz gyilkosság-e? A kérdést a teológiai értelemben vett úgynevezett animáció (azaz a lélek megjelenése a testben) mindmáig megoldhatatlannak tűnő  problémája indokolta, és a 11–12. századtól tekintélyes képviselői voltak a nézetnek, hogy bizonyos ideig a magzat nem hordoz értelmes lelket, ezért az animáció időpontja előtt elkövetett abortusz bűn ugyan, de nem emberölés.

### Az újkorban
A 16. század végén V. Szixtusz pápa az abortusz kérdésében adta ki az Effrenatam kezdetű bullát, amelyben pontosan megfogalmazta az abortusz összes részletkérdését: 
„Az elvetemült emberek féktelen vakmerőségét és szabadosságát arra, hogy vétkezzenek Isten gyilkosságot tiltó parancsolata ellen, a korábbi időkben gyakran szigorú törvények és rendelkezések fékezték meg. Ezt megfontolván – mivel az Úr az igazságosság legmagasabb trónusára ültetett minket – kénytelenek vagyunk mi magunk is, józan meggondolástól indítva, s részben megújítva, részben kiegészítve a régi jogszabályokat, azokat is a gyilkosoknak járó büntetésekkel sújtani, akik nem szégyellik az anyja méhében rejtőző, még éretlen magzatot a legkegyetlenebb módon meggyilkolni. Mi tehát, mivel ezt a bajt is orvosolni akarjuk, elrendeljük: Mindazok – bármilyen rendű és rangú, vagy bármely szerzethez tartozó férfiak és nők, vagy világi papok, bármilyen világi vagy egyházi hivatalt viselők –, akik ezután önmaguk vagy más személy közbejöttével magzatelhajtást okoznak (azaz bármi módon: ütlegeléssel, méreggel, gyógyszerrel, a terhes asszony megerőltetésével vagy bármi más elképzelhető módszerrel már lelkes vagy még lélek nélküli, már kiformálódott vagy még formátlan magzatot eltávolítanak a méhből), úgy, hogy ez valóban be is következett, továbbá maguk a terhes asszonyok, akik ebbe beleegyeztek, azonnali hatállyal (lat. ipso facto) azon büntetéseket vonják magukra, amelyeket az isteni és az emberi jog, kánoni törvények és pápai rendelkezések, valamint a világi törvények a szándékos gyilkosokra szabnak ki.”

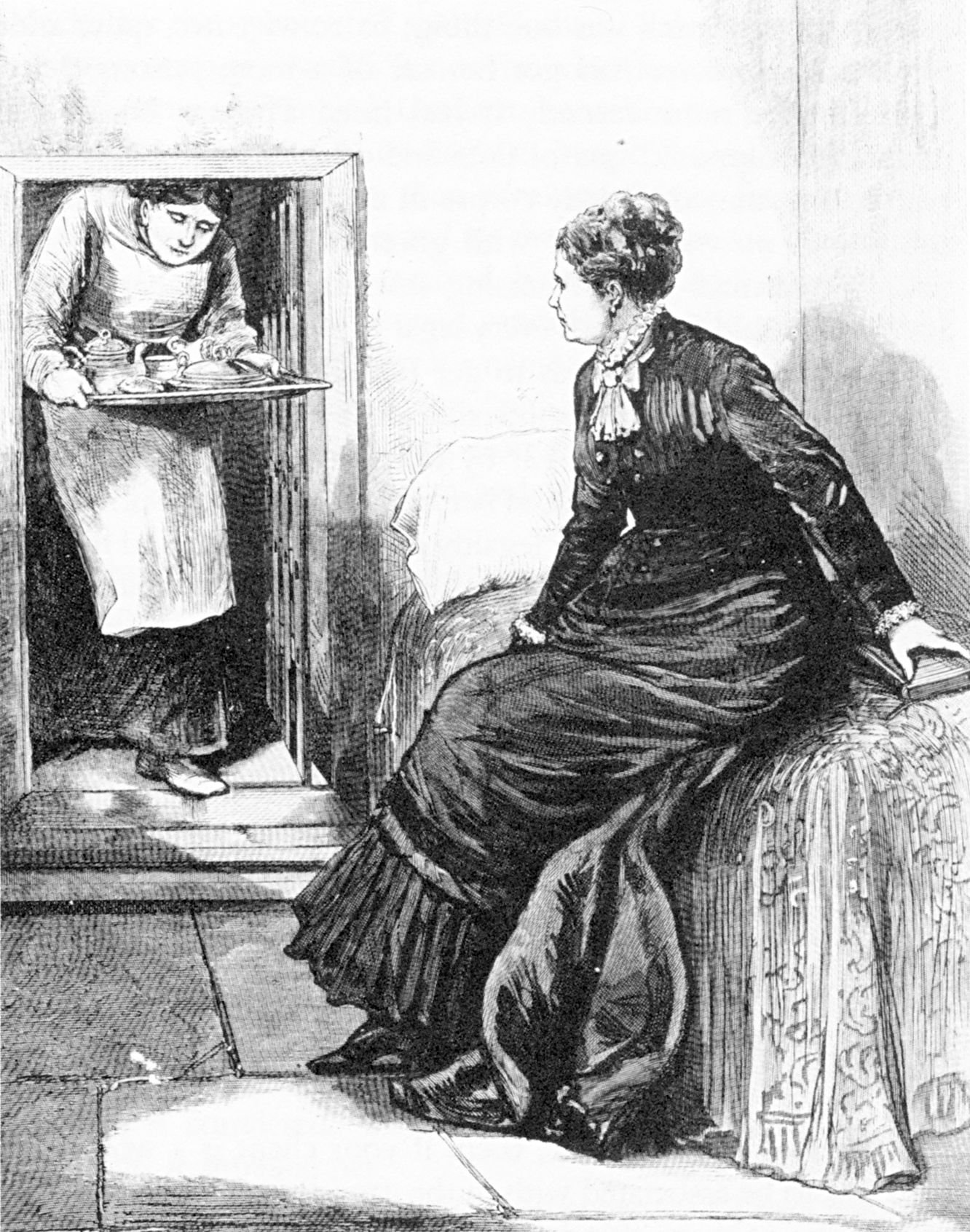
Ann Lohman abortőr börtöncellájában, 1878

1917-ben az Egyházi Törvénykönyv megismételte a hagyomány álláspontját: „Mindazok, akik magzatelhajtást hajtanak végre, beleértve az anyát is, az ordináriusnak fönntartott, önmagától beálló kiközösítésbe esnek, s ha klerikus volt a tettes, letétetik.” (2350. kánon). XI. Piusz pápa 1930-ban a Casti connubii enciklikában megerősítette a hagyományos törvényeket, részletesen elemezve a szóba jöhető indikációkat. VI. Pál pápa a Humanae vitaeben, II. János Pál pápa a Familiaris consortioban megismételte és megerősítette a magzati életnek ugyanazt a védelmét, amely a közvetlen animáció föltételezésével a fogantatás pillanatától oltalmazza az embert. Ennek értelmében lépett hatályba 1983-ban az új egyházi törvény is.

### A 20. és 21. században
Romániában 1966–1990 között volt hatályos a 770-es rendelet, amely egyszerre tiltotta be az anya döntésére végzett abortuszt és valamennyi fogamzásgátló eszközt. A hatályos időszakban évente 300-500 fővel nőtt az abortusz következtében elhunyt anyák száma. Az élveszületett gyermekek száma ezalatt évi 50 000-180 000-rel nőtt meg. A szigorítás egy év alatt 78%-ról 28%-ra csökkentette az abortusszal végződő várandósságok arányát, a törvény hatályon kívül helyezésekor ugyanez az arány egy év alatt 34%-ról 76%-ra nőtt meg.
Manapság az abortusz egyre több országban válik törvényileg elérhetővé, bár léteznek ezzel ellentétes tendenciák is (például Lengyelország, El Salvador, Nicaragua). Az abortuszok születésre vetített aránya csökkenő tendenciát mutat, legalacsonyabb Nyugat-Európában, legmagasabb Kelet-Európában.

#### Gyógyszeres terhességmegszakítás Budapesten
2010-től a budapesti Rózsakert Medical Center végzett ún. gyógyszeres terhességmegszakítást. A magánklinika 2012-ben került be a híradásokba, ugyanis ez volt Budapest egyetlen olyan intézménye, ahol ezt az eljárást alkalmazták. A sajtóhírekre közleményben reagáltak, ahol arról írtak, hogy „(...) a Rózsakert Medical Center nem szeretne továbbra sem részt venni abban a vitában, amely arról szól, legyen-e a továbbiakban Magyarországon gyógyszeres terhességmegszakítás, vagy sem (...)” A magánklinikán 2012-ben az ÁNTSZ is vizsgálatot indított, hogy felderítse, megvannak-e a szakmai és jogi feltételei a gyógyszeres terhességmegszakításnak. A vizsgálat során nem talált szakmai hibát. Az intézmény hamarosan felhagyott a módszer alkalmazásával. A klinika vezetőjének álláspontja szerint az abortusszal kapcsolatos vitában a politikai felek eszközként használták az intézményt.

## Jogi szabályozás

### Európai szabályozás
Napjainkban az európai jogállamokban korlátlan, kizárólag a nő akaratától függő abortusz nem létezik. Mindenütt jogilag korlátozott abortuszrendszer létezik. Különbség a korlátozások rendszerében van. Alapvetően két megoldási mód ismeretes:
1. Az indikációs korlátozások módszerét követő országokban csak valamilyen meghatározott ok megléte esetén lehet a terhességet megszakítani (például a nő életének veszélyeztetése, a terhességet bűncselekmény okozta). Ezen országok közé sorolható: Belgium, Egyesült Királyság, Finnország, Írország, Luxemburg, Magyarország, Málta, Németország, Portugália, Spanyolország, Svájc és részben Olaszország. A gyakorlatban az Egyesült Királyság szabályozása, a törvény idővel kialakult megengedő értelmezése miatt a terhesség igen késői szakaszáig, a 24. hetéig bármilyen indokkal lehetségessé teszi az abortuszt. Tehát míg a brit szabályozás jogilag az indikációs, gyakorlatilag az időbeli korlátozások rendszerébe tartozik.
2. Az időbeli korlátozások rendszerét követő országokban egy meghatározott időpontig – általában a fogamzástól számított 12 hétig – az anya szabadon dönthet a terhesség megszakításáról. Az időpont eltelte után általában csak meghatározott indikáció esetén szakítják meg a terhességet. Ezen országok közé sorolható: Ausztria, Dánia, Franciaország, Görögország, Hollandia, Norvégia, Svédország, Törökország.
Egyes országokban léteznek olyan intézkedések, amely a legális művi abortusz keretein belül kívánja csökkenteni a terhességmegszakítások számát. Ilyen intézkedések közé tartozik, hogy a művi abortusz előtt a kismamának meg kell hallgatnia a magzat vagy embrió szívhangját (ez Magyarországon is kötelező 2022. szeptember 15-től), hogy meg kell tekintenie a magzatról vagy embrióról készült ultrahangot, a kötelező gondolkodási idő előírása, hogy az apának is hozzá kell járulnia a terhességmegszakításhoz, illetve hogy az egészségbiztosító csak speciális esetekben (fogyatékosság, veszélyeztetett terhesség, nemi erőszak vagy vérfertőzés esetén) járul hozzá anyagilag a művi abortuszhoz.

### A világ

Jelmagyarázat
Legális:
Illegális vagy csak bizonyos körülmények között legális:

Világviszonylatban megállapítható, hogy a nagy népességű országok (például USA, Kína, Oroszország, Japán) követik általában az időbeli korlátozást, míg az alacsony népességűek (pl. Izrael) az indikációs korlátozást követik. Ázsiai országokban az iszlám, buddhista és hindu kultúrkörökben szigorúan ellenzik az abortuszt.

### Korlátlan abortusz
Jelenleg a világban, legalábbis jogilag korlátlan, azaz a fogantatástól egészen a születésig bármilyen indokkal, a nő kérésére elvégezhető abortusz van érvényben az Amerikai Egyesült Államok hét szövetségi államában és fővárosában, Kanadában, továbbá Ausztrália fővárosának, Canberrának a területén, illetve egyes tartományok kivételével Kínában, valamint Vietnámban és Észak-Koreában.
Az Egyesült Államok szövetségi államai közül a liberális Colorado, Minnesota, New Jersey, Új-Mecikó, Oregon és Vermont, valamint Washington DC korlátlanul, bármilyen indokkal engedélyezi a terhességmegszakítást a születésig. Az egyébként konzervatív Alaszkában pedig a szövetségi állam legfelsőbb bírósága döntött úgy, hogy az abortuszhoz való jog korlátozhatatlan és abszolút.

### A terhességmegszakítás törvényes okai Magyarországon
- egészségi ok (ha a terhesség az anya életét vagy egészségét veszélyezteti; ha a magzatnak genetikai ill. egyéb károsodása van)[35][36] Ennek megállapításához korszerű genetikai vizsgálatok leletei szükségesek, pl. AFP[37] vagy újabban Tranquility teszt.[38] Ezekkel a tesztekkel elsősorban a nyitott gerinc magzati korban történő felfedezése lehetséges, s így döntési jogot tud gyakorolni az anya.
- ha a terhesség bűncselekmény (nemi erőszak, vérfertőzés) következménye[39]
- ha a terhes nő súlyos válsághelyzetben van[40] (A törvény szerint: „Súlyos válsághelyzet az, amely testi vagy lelki megrendülést, illetve társadalmi ellehetetlenülést okoz.”[41])

### A terhességmegszakítás engedélyezésének folyamata Magyarországon
A magyarországi gyakorlat szerint a terhesség orvosi megállapítása után, ha a terhes nő súlyos válsághelyzetet jelöl meg okként a terhesség megszakítására, akkor a terhesség orvosi papírjaival köteles a Családvédelmi Szolgálat védőnői tanácsadásán megjelenni. A védőnő felvilágosítást nyújt az állami segélyek lehetőségeiről, az örökbeadásról, a fogamzásgátlásról és a terhességmegszakításról. A beszélgetést pár nappal később még egyszer megismétlik. A tanácsadáson a nőnek határozott kijelentést kell tennie arról, hogy nem kívánja megtartani a magzatot.
A várandós nő súlyos válsághelyzete olyan indok, amelyet az abortuszt engedélyező egészségügyi szolgálat a nő önbevallására hagyatkozva, a válsághelyzet mibenlétének vagy jellegének ismerete nélkül köteles elfogadni. Az önbevallás megalapozottságának előzetes vagy utólagos vizsgálatát a jogszabályok részben nem teszik lehetővé, részben nyíltan megtiltják.
Amennyiben a terhesség megszakításának oka egészségi, úgy nem szükséges megjelenni a Családvédelmi Szolgálatnál. Ez esetben az adott egészségi ok igazolására jogosult szakorvost kell megkeresni, és ki kell töltetni vele az erre a célra használatos bizonyos "E" jelű formanyomtatvány 4. pontját, mely alatt a doktor igazolja, hogy orvosilag valóban indokolt a terhesség megszakítása. A formanyomtatvány csak aláírással, orvosi pecséttel és kórházi hosszúbélyegzővel együtt érvényes, és két példányban kell meglennie. A nőgyógyászaton ezzel a papírral kell jelentkezni a műtétre, amihez azonban még szükséges a terhességet igazoló orvosi lelet (melyen a terhességet egyszer már megállapították), ill. egy friss vércsoport-meghatározási és vérképeredmény. 2022. szeptember 15-től be kell majd mutatni egy olyan szülész-nőgyógyász által kiállított leletet is, amely rögzíti, hogy számára az egészségügyi szolgáltató a magzati életfunkciók működésére utaló tényezőt egyértelműen azonosítható módon bemutatta (ami gyakorlatilag, a magzati szívhang bemutatását jelenti).
A páciens a második beszélgetés alkalmával megkapja az állami engedélyt a magzatelhajtásra, enélkül az abortusz illegális. A tanácsadás anonim. Harmadik lépésként a nő felvételt nyer a választott kórházba, ahol végrehajtják a terhességmegszakítást.
A megszakítás költségeit a nő állja, és csekken fizeti be az Országos Egészségbiztosítási Pénztár számlájára. 2022-ben ennek maximális összege 41 667 forint. Az összeg nagysága azonban a kérelmező anyagi helyzetétől is függ, illetve attól, hogy milyen szociális juttatásokban részesül. Ezekről pontos információt a Családvédelmi Szolgálat védőnője tud adni. A műtét után a nő aznap este vagy másnap távozhat a kórházból.
Ha az anya és/vagy a magzat élete veszélyben van/lesz a terhesség megtartásával, ha a magzat elhalt a méhben, ha a terhesség méhen kívüli, valamint ha a másállapot erőszakos bűntett következményeképp jött létre, a terhességmegszakítás költségeit az állam állja.
A terhességmegszakítást a nő szabad akaratából a magyar állam a 12. terhességi hétig engedélyezi, afelett csak különleges orvosi indok mellett hajtható el a magzat. 18 éves kor alatti terhes nő esetében a terhesség megszakítása a 18. hétig engedélyezhető.

### A törvénytelen abortusz

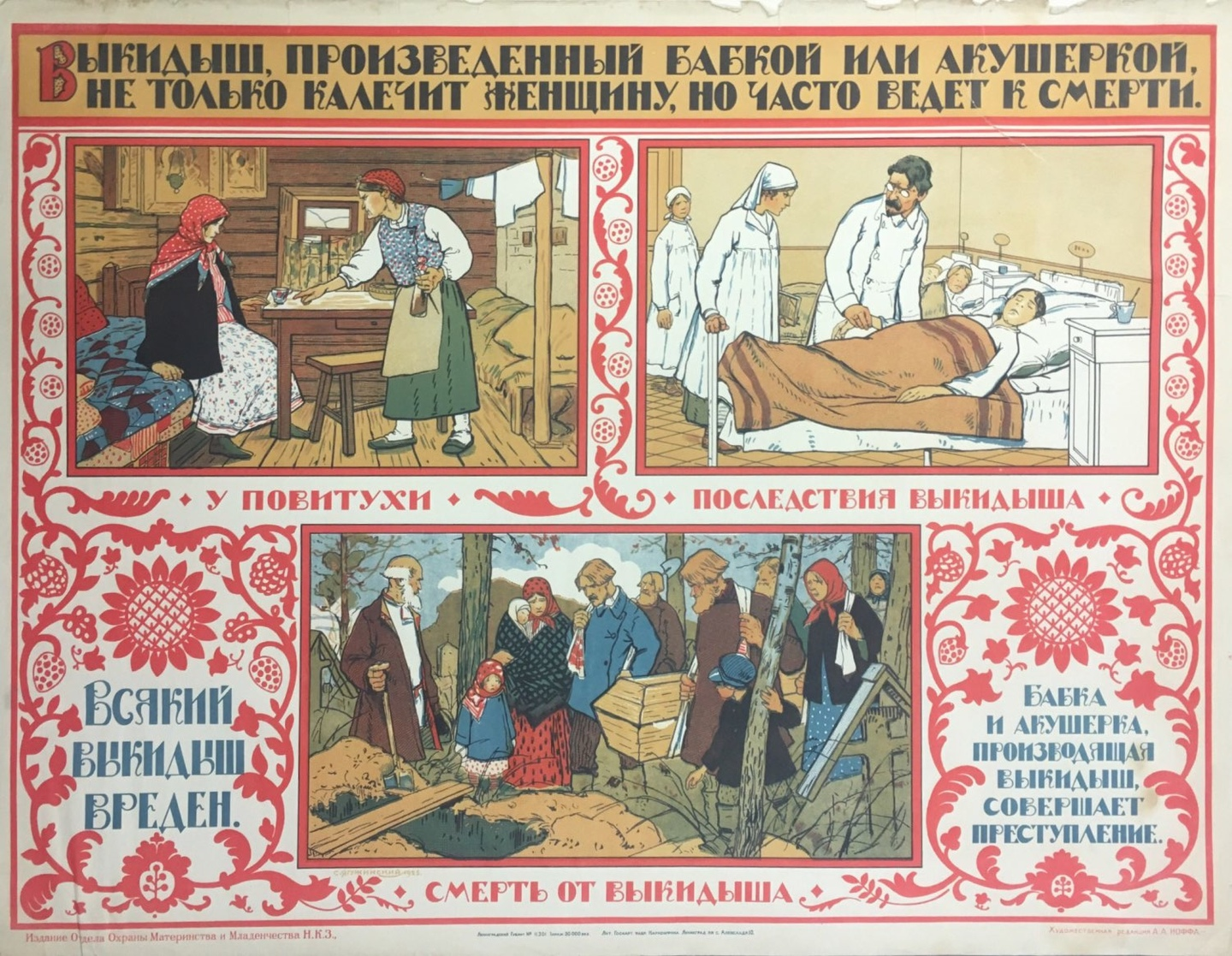
A zugabortusz esetleges következményei 1925 körüli szovjet plakáton

A törvénytelen terhességmegszakítást számos állam büntetőjoga magzatelhajtásként nevesíti és bűncselekménynek minősíti.
A magyar Büntetőtörvénykönyv a magzat elpusztítását eszközlő cselekményt illetőleg különbséget tesz a magzat megölése és szorosabb értelemben vett elhajtása között. Az előbbi a magzatnak az anyaméhben megölését tételezi fel, az utóbbi, idő előtti szülés előidézését, amely a magzat halálát okozza. A büntetésre nézve a két eset között nincs különbség.

## Társadalmi megítélése
A terhességmegszakítás megítélése vitatott: a nők döntési jogát támogatók szerint a kismamák csak a saját testük felett hoznak döntést. Ezt a vélekedést a másik oldal elutasítja; kiemelik, hogy a biológia törvényei szerint az élet a fogantatással kezdődik, ezért szerintük az abortusz gyilkosság.

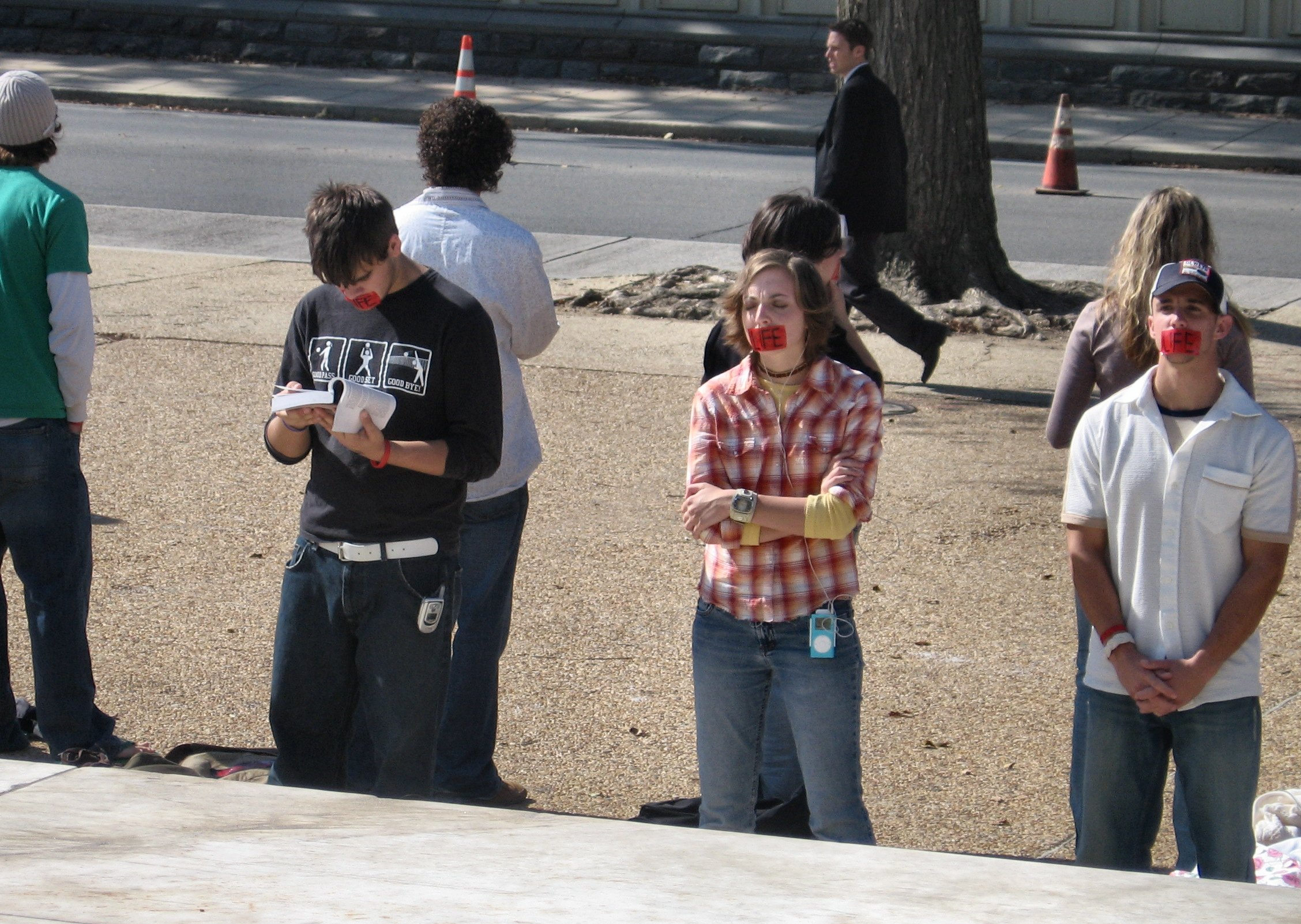
A pro-life mozgalom tüntetése Washingtonban

- Pro-life (életért) mozgalom – Ekörül azok csoportosulnak, akik számára a foganás pillanatától kezdve szent és tiszteletre méltó az emberi élet, amit óvni és védeni kell. Az orvosi és társadalmi beavatkozásoknak is az életért kell történniük, még olyan nehéz esetekben is, mint amikor az anya és a magzat élete egyszerre forog kockán; és akkor is, ha például csak az anya élete menthető meg. Vagyis az erőfeszítés közvetlenül csakis az életért történhet, és direkt sohasem irányulhat senki (még a magzat) élete ellen sem.

Biológiai érveik a következők:
1. A két ivarsejt találkozásakor új egyed jön létre. Amikor a humán spermium penetrálja a petesejtet, új valóság születik meg, melyet zigótának nevezünk, amelyet a morula és a blastocyta állapot követ. A genetikai állománya emberi, semmilyen másféle élőlény nem képződhet belőle. Sőt minden más emberi lénytől is különbözik, még édesanyjától is. Az örökítő anyagnak még a személyiségfejlődésre is hatása van.
2. Az élő szervezet kritériumainak teljesítése. A zigóta az élő szervezet 4 kritériumát teljesíti: anyagcsere, növekedés, ingerekre való reagáló képesség, illetve a reprodukció.
3. Teljes fejlődési program. Amennyiben a benne lévő fejlődési programot nem zavarja meg semmi, kialakul a kifejlett szervezet, létrejön szülés, majd a gyermekkor, az érettség, az öregedés, végén a halál. Ezzel szemben a sejtkultúrán tenyésztett sejtek a sejti aktivitás jegyeit ugyan hordozzák, de a koordinált interakcióval, ami a szervezet kifejlődéséhez kell, nem rendelkeznek.

- Pro-choice (választásért) mozgalom – Ezt azok alkotják, akik az utód elvállalásának kérdésében teljes szabadságot követelnek a kismamáknak. Egyik érvük a nők önrendelkezési joga, amely alapján szabadon dönthet a terhesség megszakításáról vagy megtartásáról – különösen annak első harmadában. További érvként hozzák fel, hogy az abortusz korlátozásának eredményeként megszülető nem kívánt gyermekek élete egyes esetekben fájdalmas élet. A pro-choice mozgalom szerint a nőknek joguk van az abortuszhoz, és nem szabad őket a gyermek megszülésére késztetni a törvények szigorításával.  A pro choice mozgalomnak létezik mérsékelt, az abortuszt csak a terhesség korai szakaszában (első 10-12 hetében) támogató irányzata, ez főleg Európára jellemző, az Amerikai Egyesült Államok pro choice mozgalma általában a magzat méhen kívüli életképességéig (24. hét környéke) támogatja az abortuszhoz való jogot, illetve van egy radikális szárny, amely az időbeli korlátozás nélküli önrendelkezési jog híve.[58][59][60]

Fontos tisztázandó kérdés, hogy mikortól számít a magzat embernek. Az orvosi nyelv a megtermékenyített petesejtet zigótának nevezi, amely egyetlen sejt, és a megtermékenyítést követően osztódni kezd, s ezáltal kialakul az embrió, amely elnevezés jelenti a meg nem született gyermeket a megtermékenyüléstől a szívműködés megindulásáig. Ezután, a születésig magzatról beszélhetünk. A szívműködés az embernél a fogamzást követő hatodik héten indul meg. A terhesség első 8 hetében az utód megnevezése általában embrió, míg a terhesség második hónapjától kezdve magzat.

### A katolikus egyház hozzáállása
Az idők során változott a keresztény vélemény az élet kezdetével kapcsolatosan. A modern természettudomány hajnaláig a keresztények az élet kezdetét a fogantatás utáni 40. napra helyezték és ennek a feltételezésnek megfelelően a terhességmegszakítást csak a 40. nap után tekintették gyilkosságnak. A 40. nap előtti terhességmegszakítás továbbra is tilos volt, de enyhébb elbírálás alá esett. A Biblia szerint Isten előbb teremti a porhüvelyt, és utána az orrába leheli az élet leheletét, és az ember élőlénnyé lesz. A hitelvek szerint aki a terhességet megszakítja, az Isten akaratát hiúsítja meg. „A lélek él, a test nem használ semmit. A szavak, amelyeket nektek mondok, Lélek és élet. De vannak közöttetek, akik nem hisznek.” (Jn 6,63)
A római katolikus egyház álláspontja szerint az emberi élet a fogantatással kezdődik és ettől kezdve az embriót személynek kell tekinteni. Így a terhesség megszakítását a fogantatás pillanatától fogva erkölcsileg rossznak minősíti. A legsúlyosabb érv, amely a terhességmegszakítás ellen szól, hogy a megfogant élet magában hordozza az emberré válás lehetőségét, és így megilleti az ember életére vonatkozó legfontosabb erkölcsi törvény védelme: az emberi élet közvetlen kioltása, és az ebben való közreműködés tilos. Ezt az elvet vallja egyébként a többi keresztény felekezet is.

„A megtermékenyítés előtt a spermium és a petesejt csak puszta lehetőség, hogy új és lényegi egységet formáljanak. A zigóta azonban egy saját élettel rendelkező individuum, egy saját identitást hordozó lényegileg egyesült, egyetlen princípium”

– (A Szent Szív Katolikus Egyetem Bioetika Központjának dokumentuma 1989.)

2015. szeptember 1-jén Ferenc pápa az irgalmasság rendkívüli szentéve idejére felhatalmazta a papokat, hogy feloldozást adjanak a terhességmegszakítás bűne alól azoknak, akik ezt szentgyónásban megbánják. Az egyházi jog szerint az abortusz feloldozása püspöknek fenntartott hatáskör.

## Statisztika
| Év   | Az abortuszok száma Magyarországon | Év   | Az abortuszok száma Magyarországon | Év   | Az abortuszok száma Magyarországon | Év   | Az abortuszok száma Magyarországon | Év   | Az abortuszok száma Magyarországon |
| ---- | ---------------------------------- | ---- | ---------------------------------- | ---- | ---------------------------------- | ---- | ---------------------------------- | ---- | ---------------------------------- |
| 1950 | 1 707                              | 1966 | 186 773                            | 1982 | 78 682                             | 1998 | 68 971                             | 2014 | 32 663                             |
| 1951 | 1 700                              | 1967 | 187 527                            | 1983 | 78 599                             | 1999 | 65 981                             | 2015 | 31 176                             |
| 1952 | 1 700                              | 1968 | 201 096                            | 1984 | 82 191                             | 2000 | 59 249                             | 2016 | 30 439                             |
| 1953 | 2 800                              | 1969 | 206 817                            | 1985 | 81 970                             | 2001 | 56 404                             | 2017 | 28 496                             |
| 1954 | 16 300                             | 1970 | 192 283                            | 1986 | 83 586                             | 2002 | 56 075                             | 2018 | 26 941                             |
| 1955 | 35 398                             | 1971 | 187 425                            | 1987 | 84 547                             | 2003 | 53 789                             | 2019 | 25 783                             |
| 1956 | 82 463                             | 1972 | 179 035                            | 1988 | 87 106                             | 2004 | 52 539                             | 2020 | 23 901                             |
| 1957 | 123 383                            | 1973 | 169 650                            | 1989 | 90 508                             | 2005 | 48 689                             | 2021 | 21 907                             |
| 1958 | 145 578                            | 1974 | 102 022                            | 1990 | 90 394                             | 2006 | 46 324                             | 2022 | 21 779                             |
| 1959 | 152 404                            | 1975 | 96 212                             | 1991 | 89 931                             | 2007 | 43 870                             |      |                                    |
| 1960 | 162 160                            | 1976 | 94 720                             | 1992 | 87 065                             | 2008 | 44 089                             |      |                                    |
| 1961 | 169 992                            | 1977 | 89 096                             | 1993 | 75 258                             | 2009 | 43 181                             |      |                                    |
| 1962 | 163 656                            | 1978 | 83 545                             | 1994 | 74 491                             | 2010 | 40 449                             |      |                                    |
| 1963 | 173 835                            | 1979 | 80 767                             | 1995 | 76 957                             | 2011 | 38 443                             |      |                                    |
| 1964 | 184 367                            | 1980 | 80 882                             | 1996 | 76 600                             | 2012 | 36 118                             |      |                                    |
| 1965 | 180 269                            | 1981 | 78 421                             | 1997 | 74 564                             | 2013 | 34 891                             |      |                                    |

- Forrás: KSH[66][67]

| Ország        | Abortuszok száma (év)          | A népesség százalékában                                            |
| ------------- | ------------------------------ | ------------------------------------------------------------------ |
| Ausztrália    | 84 460 (2003, becsült adat)    | 0,43%                                                              |
| Kanada        | 105 154 (2002)                 | 0,33%                                                              |
| Dánia         | 15 567 (2003)                  | 0,29%                                                              |
| Franciaország | 203 300 (2003)                 | 0,34%                                                              |
| Németország   | 129 650 (2004)                 | 0,16% Archiválva 2005. december 3-i dátummal a Wayback Machine-ben |
| Japán         | 301 673 (2004)                 | 0,24%                                                              |
| Új-Zéland     | 18 211 (2004)                  | 0,45%                                                              |
| Norvégia      | 14 071 (2004)                  | 0,31%                                                              |
| Dél-Afrika    | 53 967 (2001)                  | 0,12%                                                              |
| Svédország    | 34 454 (2004)                  | 0,38%                                                              |
| Anglia        | 197 863 (2004)                 | 0,33%                                                              |
| USA           | 1 293 000 (2002, becsült adat) | 0,44%                                                              |

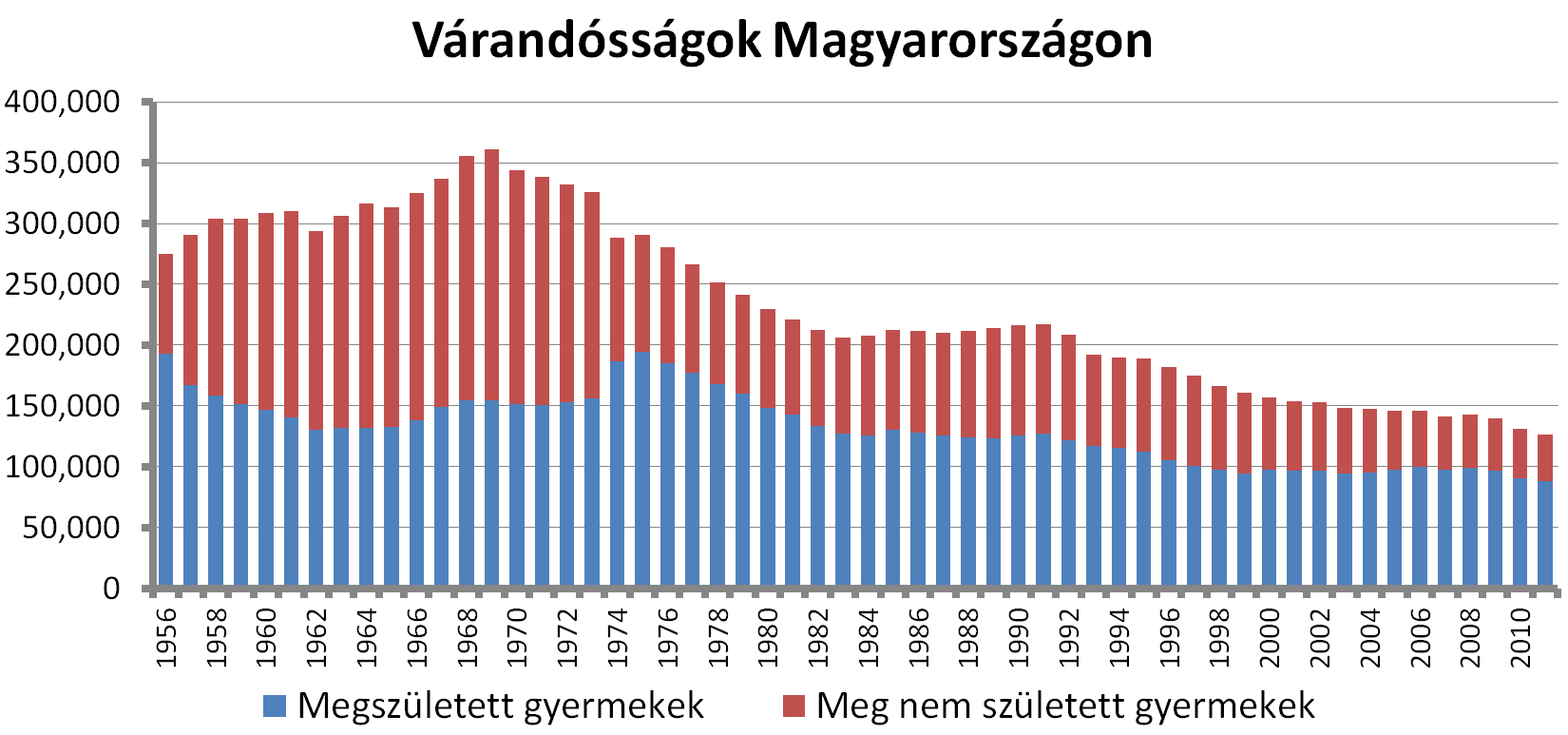
A magyarországi várandósságok (születés és abortusz) statisztikája 1956-tól 2011-ig

Magyarországon az 1960-as, 1970-es években hajtották végre a legtöbb abortuszt. A meglévő adatok csak a legális művi terhességmegszakításokra vonatkoznak, nem számolva bele a törvénytelen beavatkozásokat és a spirál, valamint gyógyszeres abortív hatást előidéző szereket.
Az abortuszok száma 1956-ban nőtt meg, ekkor (1956. június 4-én) engedélyezték államilag, miután a Ratkó-törvényt feloldották. A következő tíz évben (1957–1966) 1 642 417 abortuszt végeztek, az évenkénti szám folyamatosan emelkedett, 123 ezerről 187 ezerre. Az ezt következő tíz évben (1967–1976) is majdnem ugyanennyi abortuszt végeztek. Az abortuszok száma 1969-ben volt a legmagasabb, 207 ezer, de 1976-ban már csak 95 ezer. 1977-től elérhetővé vált a teherbeesés elleni védekezésben a hormonális fogamzásgátló tabletták a nők számára, amelynek hatása a számokban is megmutatkozik.[forrás?] Magyarországon 2022-ben minden ötödik várandósság terhességmegszakítással végződött.
Az abortuszt jogszerűvé tevő rendelet után az abortuszok száma jelentősen megnőtt, a csúcsán az élveszületésekhez képest az abortuszok száma elérte a 134%-ot, azóta folyamatosan csökken. Bár az élveszületések száma is folyamatosan csökken az 1970-es évek közepe óta, a 2010-es évek végére az élveszületések számához képest az abortuszoké 30% alá csökkent. (A hazai élveszületések csúcsa 1954-ben volt 223 ezer fővel, majd egy kisebb csúcs is volt 1975-ben 194 ezer fővel. A 2000-es évek végén nem érte el 90 ezret.) 2010-es adatok szerint a művi terhességmegszakítással végződő várandósságok aránya az Európai Unió tagországai között Magyarországon a harmadik legmagasabb volt, világviszonylatban a nyolcadik.
A 2000-es évek körül Magyarországon az abortuszok 97%-át azért végezték el, mert az állapotos nő „válsághelyzetre” hivatkozik. Az abortuszok 3%-át végzik a fennmaradó három indok valamelyike alapján: a várandós nő egészségét súlyosan veszélyeztető ok áll fenn; a magzat súlyos fogyatékosságban vagy károsodásban szenved; a fogantatás bűncselekmény következménye. A válsághelyzetre való hivatkozás magas arányához az is hozzátartozik, hogy ilyenkor a várandósok számára egyébként is kellemetlen eljárás során ezt az indokot kötelesek elfogadni az engedélyhez, nem vizsgálódhatnak hogy miféle válsághelytől van is szó. (Lásd: a korábbi szakaszban.)
A világ legnagyobb GDP-jével bíró országaiban, a magyarországihoz hasonló jogi szabályozás mellett, ma[mikor?] minden negyedik vagy ötödik terhesség végződik abortusszal (pl. Norvégia, Egyesült Államok). Azon európai országok lakosságára vetítve, ahol a jogszabályok nem teszik lehetővé az abortuszt az anya súlyos válsághelyzetére hivatkozással, ez az arány minden huszadik (Írország), minden nyolcvanadik (Málta), illetve minden hatszázadik (Lengyelország).

## A demográfia és az abortusz kapcsolata
Az abortusz fő oka a nem kívánt terhesség, ezért száma összefüggést mutat a fogamzásgátló módszerek elérhetővé és elfogadottá válásával. Egyes kultúrákban a terhességmegszakítást a védekezés egy formájának tekintik. Ilyen hely Kuba, ahol teljesen természetes és elfogadott, hogy az ismertté vált terhességek 60%-a végződik terhességmegszakítással. Hasonlóan nem túl ellentmondásos a megítélése Oroszországban. Az Amerikai Egyesült Államokban viszont rendkívül fontos kérdés, az emberek egy része kizárólag ezen szempont szerint szavaz politikai jelöltekre.
Az abszolút értelemben minden egyes terhességmegszakítás csökkenti a születések számát, ezért a művi abortuszok törvényi szabályozása jelentős hatással van a születések számának alakulására. Romániában az 1966-os abortusztilalom bevezetése után közel duplájára nőtt a születések száma, míg az 1989-ben bekövetkezett legalizációja után több mint a negyedével csökkent a világra jött gyermekek száma. Írországban 2019-ben legalizálták a terhességmegszakítást, ott ennek következtében mintegy 10%-kal csökkent a születések száma.
1956 előtt, az ún. Ratkó-korszakban hatályos, szinte teljes abortusztilalom idején a terhességmegszakítások aránya lényegesen alatta maradt a Romániában és az egykori Jugoszláviában lévő aránynak. Az 1974-es szigorítás[pontosabban?] nyomán az 1980-as években kb. évi 80 ezer, míg az 1990-es években kb. 70 ezer, de a rendszerváltás éveiben (1989–1992) évi 90 ezerre emelkedett. A második világháború idején – amikor a magyarországi férfilakosság zöme a családjától távoli kényszerült tartózkodni – a rettenetes körülmények, anyagi és egyéb nehézségek ellenére is sokkal kedvezőbb volt a születések száma, mint a háború után. 1910 körül a születés 36,7 ezrelékes, a halálozás 24,4 ezrelékes volt, azaz a természetes szaporulat 12,3 ezrelékes.

## A terhességmegszakítás módjai

### Közvetett és közvetlen beavatkozások
Közvetlen művi abortuszról van szó, ha a beavatkozás célja a magzat elhajtása, közvetett művi abortuszról, ha az anya meggyógyítása, de következményeként a magzat/embrió eltávozik az anyaméhből. Nem sorolhatóak ide azon eszközök, melyek a megtermékenyült petesejt beágyazódását akadályozzák meg (méhspirál, esemény utáni tabletta), mivel az eltávozó petesejt megtermékenyült ugyan, de még nem embrió.

### A terhességmegszakítás folyamata
A terhességmegszakítás Magyarországon ma műtéti úton történik. A műtét lényege a méhnyak kitágítása és a méh üregének kiürítése. A 12. hétig minden terhességmegszakítás általános érzéstelenítéssel történik, esetleg helyi érzéstelenítéssel kombinálva.

#### 1. lépés: A méhnyak tágítása
Azoknál, akik már szültek, műszerrel: 4–12 mm átmérőjű 0,5 mm-enként vastagodó fémpálca sorozattal – egyre vastagabb pálcákat helyeznek fel a méhnyakba, és így tágítják.
Azoknál, akik még nem szültek, vagy császármetszésük volt:
- Kémiai anyagból vagy tengeri növények kiszáradt rostjaiból gyártott pálcát (ún. lamináriát) helyeznek fel, amely nedvesség hatására megduzzad; ez 6-8 óra alatt kitágítja a méhnyakat
- Gyógyszerrel, melyet a méhnyak csatornájába vagy a hüvelyboltozatba helyeznek, ami 4-5 óra alatt fellazítja a méhnyakat

#### 2. lépés: A méh üregének kiürítése

Vákuumszívásos módszerː
1/ magzatburok 2/ embrió
3/ méhfaɭ 4/ tágítópálcák
5/ szívócső 6/ szivattyú

- Vákuumszívásos módszerrel (vákuum-aspiráció): (Magyarországon ez a leggyakoribb beavatkozás.) Egy kb. 6–14 mm (a magzat nagyságától függően) átmérőjű csövet vezetnek a méhnyakba, és egy elektromos szívógép segítségével kiszívják a méh tartalmát, majd egy speciális kanállal (küret) ellenőrzik, hogy minden magzati szövetet eltávolítottak. Szívó nélkül, előbb egy fogóeszközzel, kiveszik a nagyobb magzati részeket.
- Gyógyszeres eljárással: Gyógyszeres vagy lamináriás méhnyak tágítás után infúzióval a méh, szüléshez hasonló, összehúzódását váltják ki, ezáltal megszületik a nem életképes magzat. Mivel ez hosszú ideig is eltarthat, fájdalomcsillapításra is szükség lehet. Ez az eljárás az egész szervezetre megterhelő, ezért csak nagyon indokolt esetben hajtják végre.
- A felülről végzett abortuszok leggyakrabban alkalmazott módja az ún. hysterotomia. Ezt fejlettebb magzatok esetében használják. Nem más, mint egyfajta korai császármetszés. A nő méhét sebészeti módszerekkel felnyitják. A magzatot kiemelik a méhlepénnyel együtt. Mások elvágják a magzat köldökzsinórját, amikor még a méhben van, így nem kap oxigént, és megfullad. Mivel ez a beavatkozás a terhesség késői szakaszában lehetséges, a hysterotomia indokai a következők lehetnek:
  - Olyan magzati rendellenesség, amellyel a magzat a megszületése után nem lenne életképes. (Mindez csak a terhesség 18-20. hetéig elvégzett genetikai, illetve ultrahang vizsgálat során derül ki.);
  - Ha a genetikai, vagy a fejlődést veszélyeztető, ártalmak valószínűsége az 50%-ot eléri (például értelmi fogyatékosság különböző esetei, Down-szindróma).
  - Az anya életét veszélyeztető egészségi ok miatt.

Hazánkban a fenn ismertetett módszerek közül a legelterjedtebb, és leginkább alkalmazott a vákuum-aspiráció. 1993. január 1-jétől törvényileg tiltották be a küretkanállal végzett műtéteket, mivel nagy mértékben veszélyeztették a nő egészségét és 30%-kal csökkentették az újabb terhesség esélyét. Előrehaladott terhességek esetén használják a gyógyszeres eljárást (só, ill. cukoroldat), valamint a hysterotomiát.

## A terhességmegszakítás kockázatai
A terhességmegszakítás, a legbiztonságosabb és legkörültekintőbb odafigyelés mellett is veszélyeket rejt magában. Az abortuszon egyszer, vagy többször átesettek gyakrabban vetélnek el, hoznak halott magzatokat világra.
További veszélyek:
- Korai szövődmények

Például kóros vérzés, gyulladás, a méh falának sérülése, esetleg átfúródása. Elállíthatatlan vérzés esetén – nagyon ritkán – a méh eltávolítására is szükség lehet.
- Késői szövődmények
  - Az abortusz 193 százalékkal növeli a mellrák kialakulásának kockázatát,
  - 60 százalékkal nagyobb eséllyel szembesülnek a nők vetéléssel egy későbbi várandósság során,
  - emellett növeli a meddőség, a halva születés, a koraszülés és a fejlődési rendellenességek kockázatát is.

Minél előrehaladottabb egy terhesség, a terhességmegszakítással fellépő különféle szövődmények jelentkezésének annál nagyobb a kockázata.
- Pszichológiai következmények

A terhességmegszakításnak hosszú távú lelki, pszichológiai következményei is lehetnek.
- Meghal a magzat

Abortusz esetén a magzat minden esetben meghal.